# Dražen Dalipagić
Dražen Dalipagić (cyr. Дражен Далипагић; ur. 27 listopada 1951 w Mostarze, zm. 25 stycznia 2025 w Belgradzie) – jugosłowiański koszykarz, występujący na pozycji niskiego skrzydłowego, były mistrz olimpijski, świata oraz Europy, późniejszy trener, członek Koszykarskiej Galerii Sław.

## Życiorys
W koszykówkę zaczął grać późno, dopiero w wieku 19 lat. Dzięki talentowi czynił jednak duże postępy w bardzo krótkim czasie. W 1973 roku zadebiutował w reprezentacji Jugosławii, z którą zdobył złoty medal mistrzostw Europy. W całej swojej karierze zdobył 13 medali na międzynarodowych imprezach rangi mistrzowskiej oraz olimpiadach.
Przez większą część swojej klubowej kariery notował średnio ponad 30 punktów w meczu. Był wielokrotnie liderem strzelców w wielu różnych ligach. W sezonie 1981-82, występując w barwach Partizana Belgrad uzyskiwał średnio ponad 43 punkty na mecz, co okazało się rekordem jego kariery. Przez dekadę spędzoną w tym klubie osiągnął średnią ponad 33 punktów. 50 lub więcej punktów uzyskiwał 15 razy w karierze, wliczając w to 70 punktową zdobycz w barwach klubu Reyer Wenecja.
Niósł flagę Jugosławii podczas ceremonii otwarcia XXIII Letnich Igrzysk Olimpijskich w Los Angeles, w 1984 roku.
W reprezentacji byłej Jugosławii rozegrał 243 spotkania.

## Osiągnięcia

### Reprezentacja
Drużynowe
- Mistrz:
  - olimpijski (1980)
  - świata (1978)
  - Europy (1973, 1975, 1977)
  - Igrzysk śródziemnomorskich (1975)
- Wicemistrz:
  - olimpijski (1976)
  - świata (1974)
  - Europy (1981)
- Brązowy medalista:
  - olimpijski (1984)
  - mistrzostw:
    - świata (1982, 1986)
    - Europy (1979)

Indywidualne
- MVP:
  - mistrzostw świata (1978)
  - Eurobasketu (1977)
- Zaliczony do:
  - I składu:
    - mistrzostw świata (1978)
    - Eurobasketu (1975, 1977, 1981)
- Lider:
  - strzelców mistrzostw świata (1978)[6]
  - igrzysk olimpijskich w skuteczności rzutów z gry (1980 – 65,9%)[7]

### Klub
Drużynowe
- dwukrotny mistrz Jugosławii (1976, 1979)
- Wicemistrz Hiszpanii (1983)
- Zdobywca pucharu:
  - Jugosławii (1979)
  - Koracza (dzisiejszego Eurocupu – 1978)
- dwukrotny finalista Pucharu Koracza (1974, 1981)

Indywidualne
- czterokrotny uczestnik spotkań gwiazd FIBA (1978, 1981–2x, 1982)
- Laureat nagród:
  - Sportowca Roku Jugosławii (1978)
  - Atlety Roku Jugosławii (1978)
  - Koszykarza Roku:
    - Euroscar (1980)[8]
    - Mr Europa (1977, 1978)[8]
- Wybrany do:
  - grona:
    - 50 najlepszych zawodników w historii FIBA (1991)
    - 50 największych osobowości Euroligi (2008)

  - Galerii Sław koszykówki FIBA (2007)
  - Koszykarskiej Galerii Sław im. Jamesa Naismitha (Naismith Memorial Basketball Hall Of Fame – 2004)
- Lider strzelców ligi włoskiej (1988)